# Psacothea nigrostigma
Psacothea nigrostigma är en skalbaggsart som beskrevs av Wang, Chiang, Zheng, Chiang och Zheng 2002. Psacothea nigrostigma ingår i släktet Psacothea och familjen långhorningar. Inga underarter finns listade i Catalogue of Life.